# Örskär
Örskär ist eine Insel, welche zu dem Bezirk Gräso in der Gemeinde Östhammar im Skärgård Upplands gehört. Sie ist etwa 400 Hektar groß. Etwa 50 Prozent der Gesamtfläche von Örskär ist ein Naturreservat. Die Insel ist berühmt für ihre Blumenpracht und ihre nicht weniger als 18 Orchideenarten. Örskär gehört mit zu den besten Plätzen in ganz Schweden, an dem man sehr gut Vögel beobachten kann. Rund 260 Arten machen hier im Verlauf eines Jahres Station. Außerdem ist er einer der wenigen Plätze in Schweden, an dem man die Möglichkeit hat, den ungewöhnlichen kleinen Wasserfrosch (Pelophylax lessonae) zu sehen und zu hören. Zusätzlich verfügt die Insel noch über einen sehr guten Bestand an Elchen und Rotwild.
Auf Örskär gibt es seit dem 17. Jahrhundert einen Leuchtturm. Neben dem Leuchtturm von Landsort zählt dieser zu den ältesten in Schweden. Der erste Leuchtturm wurde 1687 errichtet. Der neue Turm stammt aus dem Jahr 1740 und wurde nach den Entwürfen von Carl Hårleman gebaut. 1769 wurde dort die erste blinkende Signaleinrichtung der Welt installiert. Diese war für ihre Zeit schon sehr weit automatisiert und verfügte über ein Uhrwerk und rotierende Linsen. Ab den 1950er-Jahren wurde der Leuchtturm elektrifiziert. Vollständig automatisiert wurde er dann im Jahr 1978. Er wird seit dieser Zeit von der schwedischen Seebehörde betrieben.
Neben dem Leuchtturm befindet sich eine Herberge. Die Insel kann man mit einem Passagierboot von Gräsö oder mit einem eigenen Boot erreichen.